# Campeonato Mundial de Patinaje Artístico sobre Hielo de 1949
El XL Campeonato Mundial de Patinaje Artístico se realizó en París (Francia) entre el 16 y el 18 de febrero de 1949 bajo la organización de la Unión Internacional de Patinaje sobre Hielo (ISU) y la Federación Francesa de Deportes de Hielo. 

## Resultados

### Masculino
| Puesto | Nombre         | País           | Puntos |
| ------ | -------------- | -------------- | ------ |
| Oro    | Richard Button | Estados Unidos | 5      |
| Plata  | Ede Király     | Hungría        | 12     |
| Bronce | Edi Rada       | Austria        | 13     |

### Femenino
| Puesto | Nombre            | País           | Puntos |
| ------ | ----------------- | -------------- | ------ |
| Oro    | Alena Vrzáňová    | Checoslovaquia | 7      |
| Plata  | Yvonne Sherman    | Estados Unidos | 17     |
| Bronce | Jeannette Altwegg | Reino Unido    | 18     |

### Parejas
| Puesto | Nombre                             | País           | Puntos |
| ------ | ---------------------------------- | -------------- | ------ |
| Oro    | Andrea Kekéssy / Ede Király        | Hungría        | 7      |
| Plata  | Karol Kennedy / Peter Kennedy      | Estados Unidos | 14,5   |
| Bronce | Anne Davies / Carleton Hoffner Jr. | Estados Unidos | 31,5   |

## Medallero
| Núm. | País           | Oro | Plata | Bronce | Total |
| ---- | -------------- | --- | ----- | ------ | ----- |
| 1    | Estados Unidos | 1   | 2     | 1      | 4     |
| 2    | Hungría        | 1   | 1     | 0      | 2     |
| 3    | Checoslovaquia | 1   | 0     | 0      | 1     |
| 4    | Austria        | 0   | 0     | 1      | 1     |
| 4    | Reino Unido    | 0   | 0     | 1      | 1     |
|      | TOTAL          | 3   | 3     | 3      | 9     |

| Predecesor: Suiza 1948 | Campeonato Mundial de Patinaje Artístico sobre Hielo 1948 | Sucesor: Reino Unido 1950 |

- Datos: Q1318889